# Corybas calcicola
Corybas calcicola är en orkidéart som beskrevs av John Dransfield och George Smith. 
Corybas calcicola ingår i släktet Corybas, och familjen orkidéer. Inga underarter finns listade i Catalogue of Life.